# Деса Биоградлија
Десанка Деса Биоградлија (Цетиње, 27. септембар 1930 – Београд, 26. јануар 2018) је била југословенска и српска глумица.

## Биографија
Гимназију је завршила у Бањој Луци, гдје је добила први професионални ангажман и глумила више сезона (1950–1953, 1955–1957, 1961–1964, 1969–1973). Наступала је и у Зрењанину (1953/54), Котору (1954/55), Пули (1957/58), Сплиту (1958–1961), Тузли (1964–1969) и Ријеци (1978–1980). Неке од многобројних представа у којима је глумила у бањолучком позоришту су: Ожалошћена породица, Коштана, Дванаеста ноћ, Млетачкu трговац, Учене жене, Пигмалион, Дундо Мароје. Глумила је у филмовима Покондирена тиква, Андерграунд, Небеска удица и ТВ серијама: Отворена врата и Горки плодови. Добитница је Стеријине награде (1983). Преминула је 2018. године и сахрањена је на Бежанијском гробљу у Београду.